# Octane
Az Octane az amerikai progresszív rock-együttes, a Spock's Beard 2005 januári, nyolcadik stúdióalbuma, mely az InsideOut gondozásában jelent meg.

## Zenészek az albumon
- Nick D'Virgilio – ének, dob
- Alan Morse – gitár
- Ryo Okumoto – billentyűs hangszerek
- Dave Meros – basszusgitár

## Számok listája
1. The Ballet Of The Impact
  - (I) Prelude To The Past
  - (II) The Ultimate Quiet
  - (III) A Blizzard Of My Memories
2. I Wouldn't Let It Go
3. Surfing Down The Avalanche
4. She Is Everything
  - (I) Strange What You Remember
  - (II) Words Of Forever
5. Climbing Up That Hill
6. Letting Go
7. Of The Beauty Of It All
  - (I) If I Could Paint A Picture
  - (II) Into The Great Unknowable
8. NWC
9. There Was A Time
10. The Planet's Hum
11. Watching The Tide
12. As Long As We Ride